# Rationele verwachtingen
De theorie van de rationele verwachtingen is een veronderstelling die in veel hedendaagse macro-economische modellen en ook in andere deelgebieden van de economie en de speltheorie en in andere toepassingen van de rationele keuzetheorie wordt gebruikt. 
Aangezien de meeste macro-economische modellen vandaag de dag beslissingen over vele perioden bestuderen, vormen de verwachtingen van werknemers, consumenten en bedrijven over toekomstige economische omstandigheden een essentieel onderdeel van dit model. Hoe deze verwachtingen te modelleren is al geruime tijd omstreden, en het is bekend dat de macro-economische voorspellingen van een model kunnen verschillen, afhankelijk van de gemaakte veronderstellingen over hoe de verwachtingen tot stand komen (zie spinnenwebtheorema). De aanname van rationele verwachtingen veronderstelt dat de verwachtingen van agenten gemiddeld genomen juist zijn. Met andere woorden, hoewel de toekomst niet geheel voorspelbaar is, nemen wij aan dat de verwachtingen van agenten geen systematische afwijkingen vertonen en dat bij de vorming van deze verwachtingen alle relevante informatie over economische variabelen wordt gebruikt. 

## Kritiek
De hypothese wordt vaak bekritiseerd als een onrealistisch model van hoe verwachtingen worden gevormd. Ten eerste zouden werkelijk rationele verwachtingen rekening moeten houden met het feit dat informatie over de toekomst niet gratis is. De "optimale verwachting" is daarom niet de meest nauwkeurige. Het zou domweg te veel kosten om zelfs  maar in de buurt van de meest accuratie rationele verwachting te komen. Aanhangers van de Oostenrijkse School en John Maynard Keynes gaan verder en wijzen op de fundamentele onzekerheid over wat er in de toekomst zal gebeuren. Dat wil zeggen dat de toekomst in hun visie niet kan worden voorspeld, zodat geen enkele verwachtingen ooit echt "rationeel" kan zijn.